# Letras claudias
Las tres letras claudias llevan el nombre de su creador, el emperador romano Claudio (que reinó entre 41-54). Estas letras se introdujeron en el alfabeto latino y se usaron brevemente en inscripciones públicas durante el reinado de Claudio pero fueron abandonadas rápidamente tras su muerte.

Las 3 letras claudias.

Letras claudias con la variante antisigma doble C supuesta a partir de los manuscritos de Prisciano.

## Nombres y forma
Antisigma (Ↄ o ↃϹ/X)Una C invertida, para reemplazar a los dígrafos BS y PS, a semejanza de la X que representaba los sonidos CS y GS, inspirada en la Ψ griega. Su forma es discutida ya que no se ha conservado en ninguna inscripción. Quizás fuera como dos C oponiéndose a modo de X, o bien otro símbolo. Franz Bücheler la identifica con una variante del número romano Ↄ, pero otros filólogos interpretan de las obras de Prisciano que eran dos ces unidas (Ↄ+Ϲ), que era una variante anterior de la sigma griega, y que fácilmente puedo ser confundida con una X por los escribientes posteriores. Revilo P. Oliver argumentó que Claudio se habría basado en la variante arcadia de la letra psi ( o ).
Digamma inversum (Ⅎ)Una F girada 180°, para representar el sonido consonántico de V (/w/), y dejar la V para el vocálico /u/. Posiblemente inspirada en la digamma griega.
Sonus medius (Ⱶ)Media H o una F sin trazo superior, para representar una vocal corta entre /u/ e /i/ (posiblemente la vocal redondeada [ʉ]) antes de una consonante labial en palabras latinas como optumus y optimus, posteriormente usada como una variante de «y» en las traducciones del griego transcribiendo a la ípsilon (como en Olympicus), posiblemente inspirada en una forma antigua de espíritu áspero.
Sus formas probablemente se eligieron para facilitar la transición, ya que podían ser hechas a partir de las plantillas de letras ya existentes.

## Historia
Claudio las ideó antes de subir al trono y las introdujo cuando fue censor romano, aunque se empezaron a usar al hacerse emperador:

Novas etiam commentus est litteras tres ac numero veterum quasi maxime necessarias addidit; de quarum ratione cum privatus adhuc volumen edidisset, mox princeps non difficulter optinuit ut in usu quoque promiscuo essent. Exstat talis scriptura in plerisque libris ac diurnis titulisque operum.
Además de esto [Claudio] inventó tres letras y las añadió al alfabeto, afirmando que eran de la máxima necesidad; publicó un libro con su teoría cuando todavía no era un hombre público, y cuando se convirtió en emperador no tuvo dificultades para llevarlas al uso general. Tales caracteres todavía aparecen en numerosos libros y gacetas diarias.
Suetonio,  Las vidas de los doce césares, xli.3

Claudio podría haber introducido este cambio en el alfabeto influido por un comentario despectivo que su madre Antonia le hizo en su juventud, consistente en que sería tan improbable que se convirtiera en emperador como que fuera capaz de cambiar el alfabeto. Esto aludía a su antepasado Apio Claudio que fue el artífice de los cambios que se produjeron en el alfabeto latino arcaico. Claudio propuso sus letras durante su censura usando argumentos que se conservan en la obra del historiador Tácito sobre su reinado. 
A la muerte de Claudio cayeron en desuso y no mucho tiempo después se introdujo la letra Y al alfabeto latino, para trascribir los préstamos del griego, cubriendo el puesto del sonus medius que Claudio había promulgado.
La C invertida se usó también como una variante del número romano cien.

## Símbolos unicode
Los símbolos unicode 5.0.0 de estas letras son los siguientes:
|     | Mayúsculas | Mayúsculas            | Minúsculas | Minúsculas            |
| --- | ---------- | --------------------- | ---------- | --------------------- |
| Ⅎ ⅎ | U+2132     | F invertida mayúscula | U+214E     | F invertida minúscula |
| Ↄ ↄ | U+2183     | C invertida mayúscula | U+2184     | C invertida minúscula |
| Ⱶ ⱶ | U+2C75     | Media H mayúscula     | U+2C76     | Media H minúscula     |